# سيرج بيك
سيرج بيك (27 أغسطس 1933 - 27 فبراير 2021) شاعر فرنسي وصحفي وكاتب وناقد فني.

## السيرة الشخصية
ولد بيك في كافايون وأمضى طفولته في شقة في مطحنة الدقيق الخاصة بالأسرة. التحق بجامعة إيكس مرسيليا والمدرسة العليا للصحافة. بعد أن أنهى خدمته العسكرية في الجزائر أصبح صحفيًا وناقدًا فنيًا لوكالة الأنباء الفرنسية. شغل منصب نائب عمدة الثقافة في وكالة الأنباء الفرنسية من 1977 إلى 1983، ثم أصبح مديرًا لمنتزه لوبيرون الإقليمي الطبيعي. في عام 1977 أصبح رئيس تحرير مجلة بلد الشقة. في عام 2009 أصبح ميجورال فيليبريج.
توفي سيرج بيك في أبت في 27 فبراير 2021 عن عمر يناهز 88 عامًا.